# Дългоопашата брашняна въшка
Дългоопашатите брашняни въшки (Pseudococcus longispinus) са вид насекоми от семейство Мъхнати въшки (Pseudococcidae).
Таксонът е описан за пръв път от Адолфо Тарджони Тодзети през 1867 година.